# Wizard Roadsters

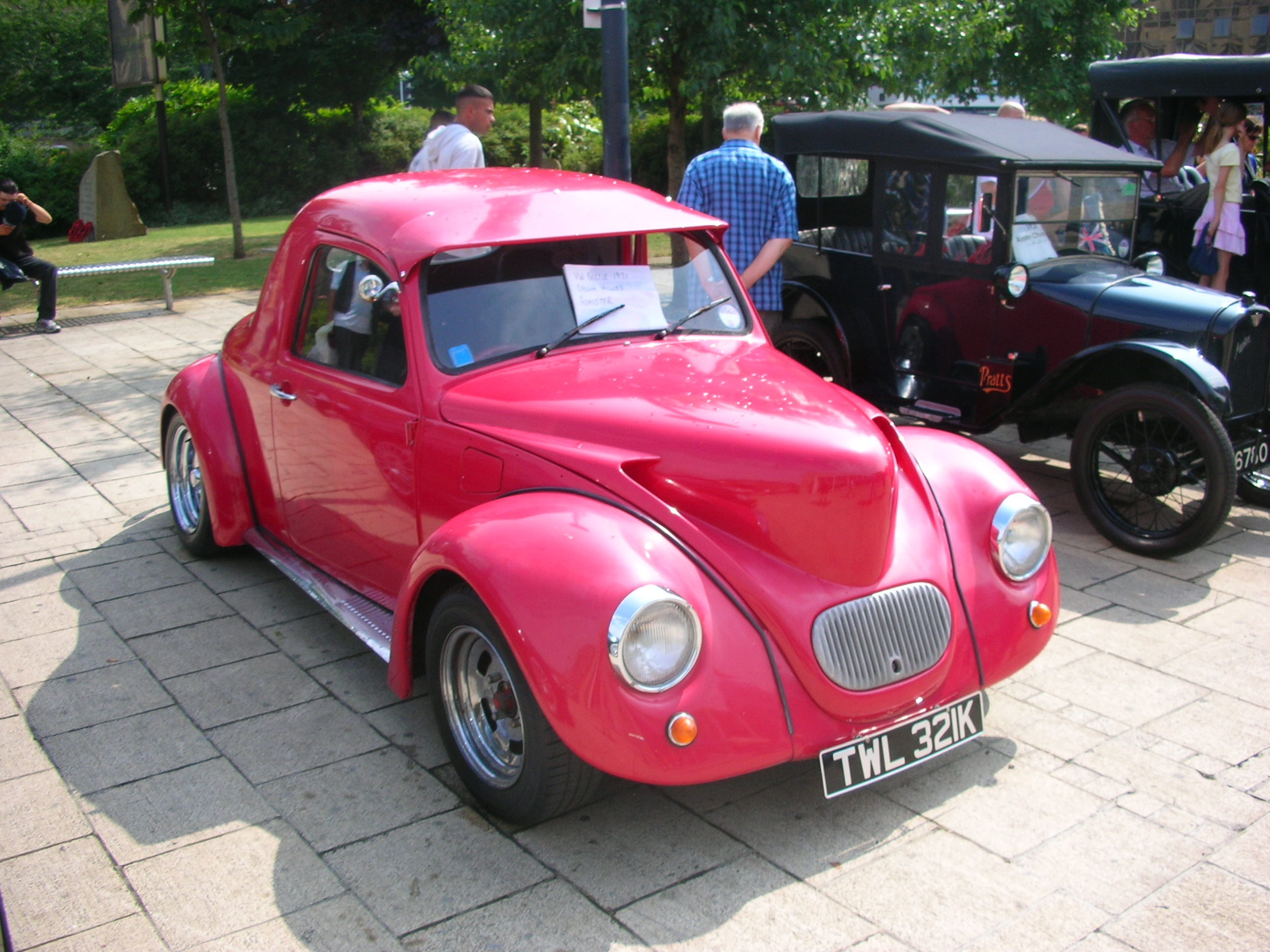
Super Coupé auf Basis VW-Käfer. Es ist unklar, ob dieses Fahrzeug von Everyday Vehicles, Rodshop oder Wizard Roadsters hergestellt wurde.

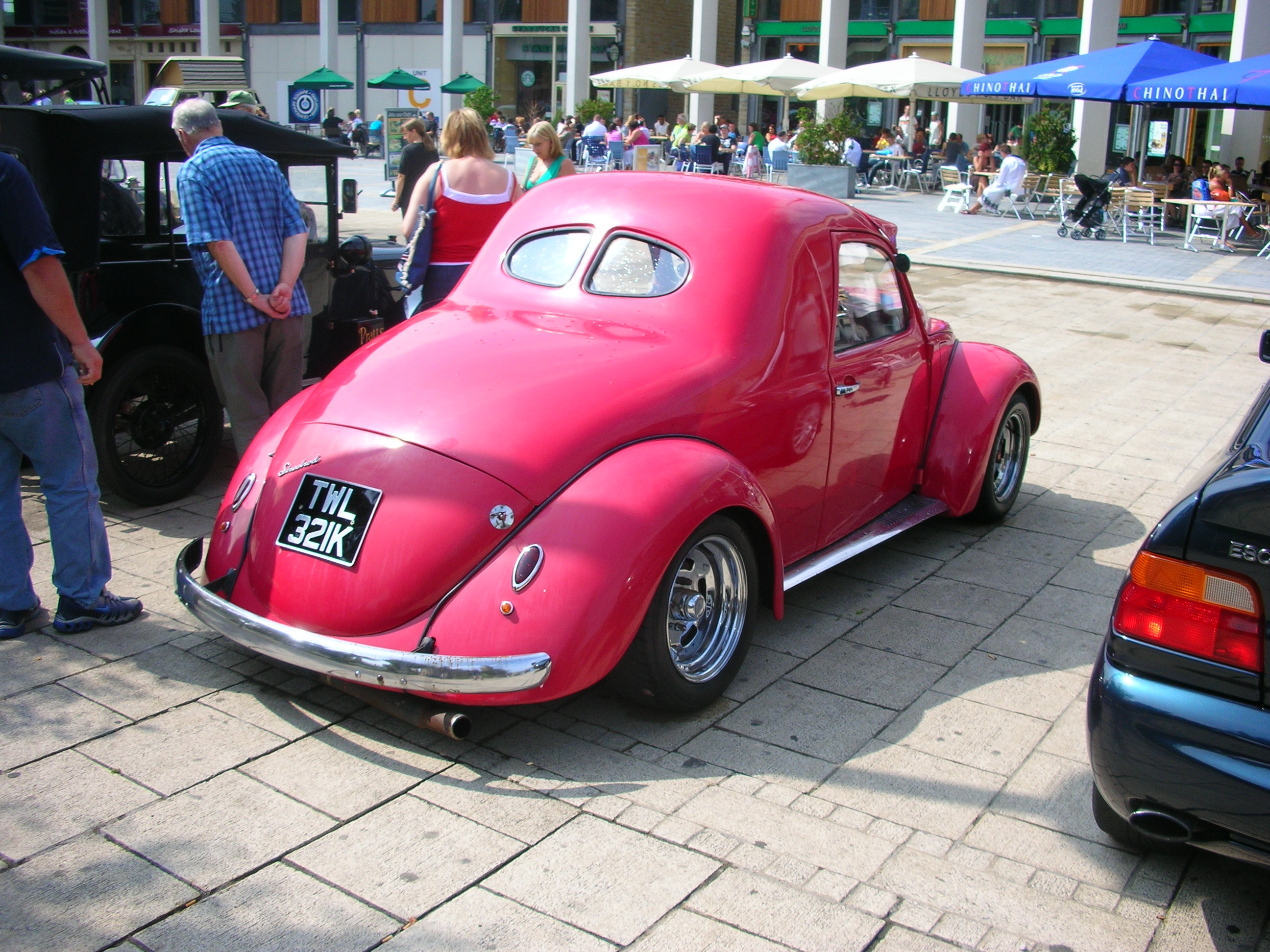
Heckansicht

Wizard Roadsters, zuvor Wizard of Rods, war ein britischer Hersteller von Automobilen.

## Unternehmensgeschichte
Pete Cheeseman gründete 1987 das Unternehmen Wizard of Rods in Slough in der Grafschaft Berkshire. Er begann mit der Produktion von Automobilen und Kits. Der Markenname lautete Wizard. 1994 erfolgte die Umbenennung in Wizard Roadsters. 1998 endete die Produktion. Insgesamt entstanden etwa 265 Exemplare.

## Fahrzeuge
1987 übernahm Wizard of Rods die Produktion des Super Coupé von Rodshop und setzte die Produktion unter eigenem Markennamen fort. Das Fahrzeug ähnelte einem Coupé von Willys aus den 1940er Jahren. Die Basis bildete das Fahrgestell vom VW Käfer.
Daneben entstanden Umbauten des VW Käfers. Der Beetle Saloon erhielt ein ovales Heckfenster und eine geänderte Front. Der Roadster wurde tiefergelegt. Der Windjammer wurde zum Cabriolet mit Überrollbügel. Der Delivery Van war ein Kastenwagen.